# Chloe (actriz)
Chloe (Thousand Oaks, California; 14 de noviembre de 1971) es una actriz pornográfica, guionista, modelo y directora estadounidense.

## Biografía
Chloe, cuyo nombre de nacimiento es Chloe Hoffman, nació en Thousand Oaks, California, el 14 de noviembre de 1971 en una familia con ascendencia irlandesa e italiana. Practicó ballet clásico durante diez años, siendo uno de sus sueños de la infancia ser bailarina profesional, hasta que se truncó su carrera al desarrollar artritis en sus caderas.
Con 17 años, ya era asidua consumidora de drogas, en especial la anfetamina. A los 18 años se trasladó hasta Riverside (California), donde encontró su primer trabajo como asistente en una clínica dental. También trabajó como camarera y como pipa para la banda de rock Poison.
En 1995, su novio de entonces, consiguió que ella pudiera iniciar su carrera como actriz porno gracias a unos contactos dentro del mundillo que tenía. Con 20 años recayó en las drogas, comenzando a pincharse heroína, hábito que no dejaría hasta 1999.
A pesar de estas importantes dolencias personales y profesionales, consiguió rehabilitarse y proseguir su carrera como actriz porno, llegando a firmar un contrato en exclusiva con la productora VCA Pictures en 2001.
En 2004 protagonizó la película porno Misty Beethoven - The Musical, donde también realizaba números musicales. La película fue un remake musical de la también película para adultos The Opening of Misty Beethoven de 1976.
Además de su faceta como actriz, también ha desarrollado otras parcelas dentro del cine X, como guionista o directora, destacando las cintas Chloe's What Makes You Cum? (VCA Pictures) y Chloe's I Came, Did You? (Elegant Angel).
A lo largo de su carrera, ha ganado diversos galardones, entre ellos varios Premios AVN a Mejor actriz, Mejor actriz de reparto y a diversas escenas. En 2007 ingresó en el Salón de la Fama de la AVN.
En 2011 puso fin a su carrera como actriz porno, habiendo aparecido en un total de 560 películas, entre producciones originales y compilaciones.

## Premios y nominaciones
| Año  | Ceremonia    | Resultado | Premio                                | Trabajo                                                 |
| ---- | ------------ | --------- | ------------------------------------- | ------------------------------------------------------- |
| 1997 | Premios XRCO | Ganadora  | Mejor escena de sexo en grupo         | Psycho Sexuals 1                                        |
| 1997 | Premios XRCO | Ganadora  | Unsung Siren of the Year              | —                                                       |
| 1998 | Premios AVN  | Nominada  | Mejor escena de sexo en grupo         | Blue Dahlia                                             |
| 1998 | Premios AVN  | Nominada  | Mejor escena de sexo en grupo         | Gregory Dark's The Psycho Sexuals                       |
| 1999 | Premios XRCO | Ganadora  | Mejor escena de sexo lésbico          | Tampa Tushy Fest 1                                      |
| 1999 | Premios AVN  | Ganadora  | Mejor escena de sexo anal             | The Kiss                                                |
| 1999 | Premios AVN  | Nominada  | Mejor actriz de reparto               | Dinner Party at Six                                     |
| 1999 | Premios AVN  | Ganadora  | Mejor actriz de reparto               | The Masseuse 3                                          |
| 1999 | Premios AVN  | Ganadora  | Artista femenina del año              | —                                                       |
| 1999 | Premios AVN  | Nominada  | Mejor escena de sexo anal             | Sean Michaels' Up Your Ass 7                            |
| 1999 | Premios AVN  | Nominada  | Mejor escena de sexo anal             | Masseuse 3                                              |
| 1999 | Premios AVN  | Nominada  | Mejor escena de sexo chico/chica      | Leather World                                           |
| 2000 | Premios XRCO | Ganadora  | Mejor escena de sexo lésbico          | Torn                                                    |
| 2000 | Premios AVN  | Ganadora  | Mejor actriz                          | Chloe                                                   |
| 2000 | Premios AVN  | Ganadora  | Mejor escena de sexo lésbico en grupo | Tampa Tushy Fest                                        |
| 2000 | Premios AVN  | Ganadora  | Mejor escena de sexo anal             | Breaking Up                                             |
| 2000 | Premios AVN  | Ganadora  | Mejor escena de masturbación          | Chloe                                                   |
| 2000 | Premios AVN  | Nominada  | Artista femenina del año              | —                                                       |
| 2000 | Premios AVN  | Nominada  | Mejor actriz                          | Taboo 19                                                |
| 2000 | Premios AVN  | Nominada  | Mejor escena de sexo chico/chica      | We Go Deep                                              |
| 2001 | Premios AVN  | Ganadora  | Mejor actriz de reparto               | True Blue                                               |
| 2001 | Premios AVN  | Nominada  | Mejor actriz de reparto               | White Lightning                                         |
| 2001 | Premios AVN  | Nominada  | Mejor escena de sexo en grupo         | Chloe's "I Came Did You?                                |
| 2001 | Premios AVN  | Nominada  | Mejor escena de sexo lésbico en grupo | Chloe's "I Came, Did You?                               |
| 2001 | Premios AVN  | Nominada  | Mejor actriz                          | Unreal                                                  |
| 2001 | Premios AVN  | Ganadora  | Mejor escena de sexo lésbico en grupo | Where the Girls Sweat 5                                 |
| 2003 | Premios AVN  | Nominada  | Mejor escena de sexo chico/chica      | Club Sin                                                |
| 2004 | Premios AVN  | Nominada  | Mejor actriz                          | Barbara Broadcast Too!                                  |
| 2005 | Premios AVN  | Nominada  | Mejor actriz de reparto               | Misty Beethoven: The Musical                            |
| 2005 | Premios AVN  | Ganadora  | Mejor escena escandalosa de sexo      | "Randy’s Singing Penis" en Misty Beethoven: The Musical |